# Говард, Джейн, графиня Уэстморленд
Джейн Говард (англ. Jane Howard), по мужу — Невилл (англ. Neville; ум. в июне 1593) — английская аристократка, дочь Генри Говарда, графа Суррея, и Фрэнсис де Вер, жена Чарльза Невилла, 6-го графа Уэстморленда. Вместе с мужем принимала участие в Северном восстании, но, в отличие от него, после разгрома мятежа осталась в Англии, живя на пенсию, предоставленную ей королевой Елизаветой I.

## Происхождение
Джейн происходила из английского аристократического рода Говардов. Её отцом был Генри Говард, граф Суррей, старший сын и наследник Томаса Говарда, 3-го герцога Норфолка, известный военачальник и поэт, казнённый в 1547 году по обвинению в измене. Мать Джейн, Фрэнсис де Вер, происходила из древнего аристократического рода де Веров и была дочерью Джона де Вера, 15-го графа Оксфорда. После казни мужа она вторым браком вышла замуж за Томаса Стейнингса. Из братьев Джейн старший, Томас Говард, 4-й герцог Норфолк, считался одним из богатейших людей в Англии. Ещё одним братом был Генри Говард, который в конце жизни получил титул графа Нортгемптона. Также у Джейн было 2 сестры: Кэтрин и Маргарет. Также она находилась в близком родстве с королевой Елизаветой I.

Родители Джейн Говард
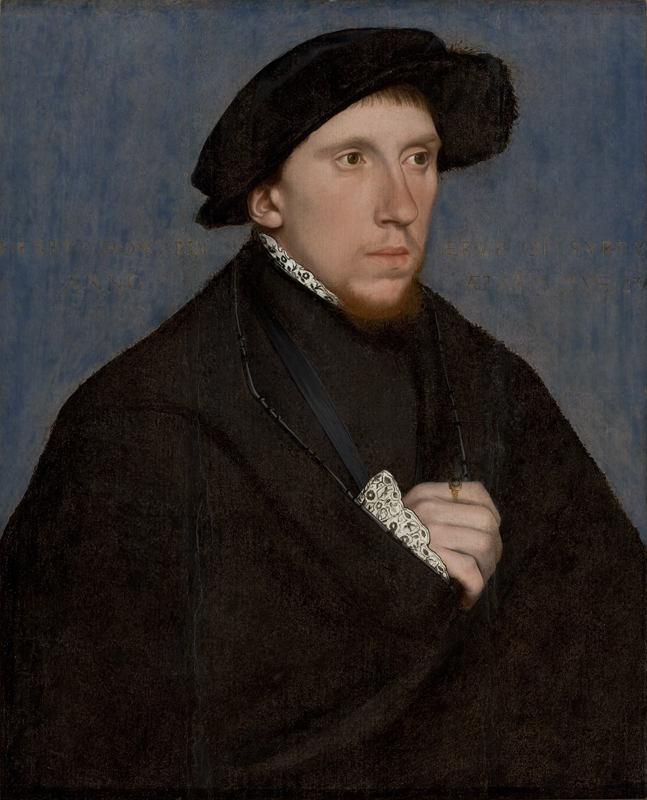
Генри Говард, граф Суррей, отец Джейн
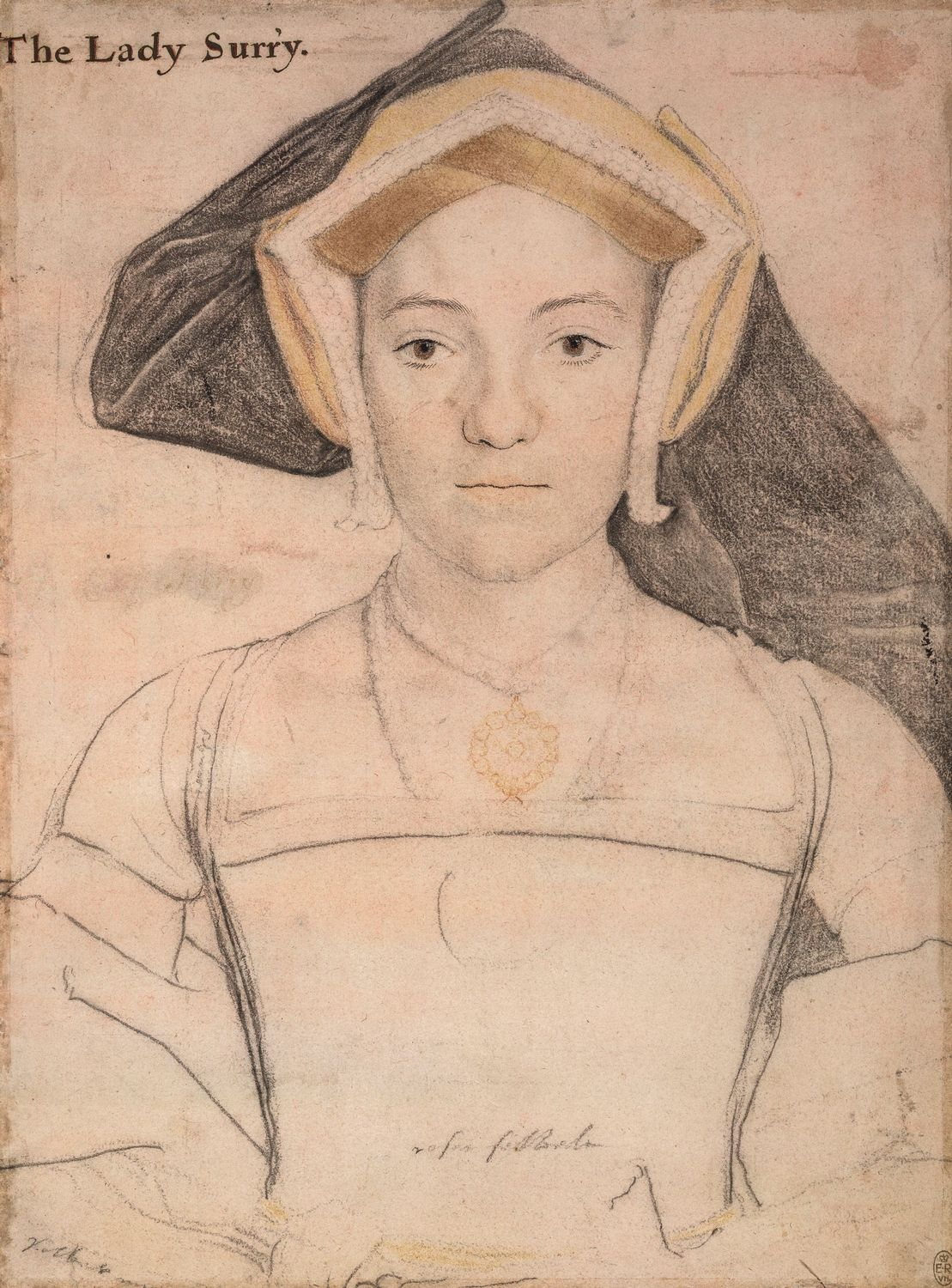
Фрэнсис де Вер, мать Джейн

## Биография
Джейн родилась между 1533 и 1537 годами. Дж. Чайлдс относит её рождение к периоду между весной 1533 и летом 1537 года. Имя она получила, вероятно, в честь Джейн Сеймур, жены короля Генриха VIII, которая послала на крестины ювелирное украшение в виде эмалированного пояса.
Джейн, как и её братья, получила хорошее образование. Отец нанял в качестве учителя Адриана Юниуса. После казни в 1547 году графа Суррей, отца Джейн, его дети сначала были помещены под стражу сэра Джона Уильямса в Рикоте, а в 1548 году их передали на попечение своей тёти, Мэри Фицрой, герцогини Ричмонд, в замок Рейгейт, которая наняла в качестве учителя реформатора Джона Фокса.
Около 1563/1564 года Джейн вышла замуж за Чарльза Невилла, который после смерти отца в 1564 году получил титул графа Уэстморленда. Этот брак, судя по всему, связал Невилла с католической партией, противостоящей королеве Елизавете I. В ноябре 1569 года граф Уэстморленд стал одним из лидеров католического Северного восстания, причём вовлёк его Томас Говард, 4-й герцог Норфолк, брат Джейн. Однако восстание было плохо подготовлено и уже в середине декабря подавлено, а лидеры восстания, в том числе и муж Джейн, бежали. Граф Уэстморленд, в 1571 году лишённый своих владений и титулов, в Англию так и не вернулся и умер в 1601 году в изгнании.
Джейн, которая была целеустремлённой и решительной сторонницей мужа, не последовала за ним в изгнание, остатки жизни проведя в Англии. Королева назначила ей пенсию в 200 фунтов в год, в мае 1577 года она была увеличена до 300 фунтов. Джейн умерла в 1593 году и была похоронена 30 июня в Кенингхоле (Норфолк), её имущество 11 июля перешло под внешнее управление.
Единственный сын Джейн умер в младенчестве. Также у неё было 4 дочери.

## Брак и дети
Муж: с 1563/1564 Чарльз Невилл (между 18 августа 1542 и 28 августа 1543 — 16 ноября 1601), 6-й граф Уэстморленд, 9-й барон Невилл из Рэби и 5-й барон Невилл в 1564—1571 годах. Дети:
- Маргарет Невилл; муж: Николас Падси[12][14].
- Кэтрин Невилл; муж: сэр Томас Грей[12][14].
- Анна Невилл; муж: Дэвид Инглби[12][14].
- Элеанор Невилл (ум. до 25 июня 1604)[12][14].
- N де Невилл (1569 — 21 апреля 1571), лорд Невилл[12][14].